# Neptunizm
Neptunizm – jeden z dawnych kierunków w geologii, funkcjonujący na przełomie XVIII i XIX wieku, będący w opozycji do plutonizmu. Nazwa wywodzi się od rzymskiego boga mórz – Neptuna. Neptunizm zakładał, że wszystkie skały powstały poprzez krystalizację lub osadzanie ze środowiska wodnego. Koncepcja ta okazała się słuszna w ograniczonym stopniu, jedynie w odniesieniu do niektórych skał osadowych.
Przedstawicielami neptunizmu byli: Abraham Gottlob Werner, Jean-Baptiste de Lamarck.